# (7223) Dolgorukij
(7223) Dolgorukij (1982 TF2) – planetoida z grupy pasa głównego asteroid okrążająca Słońce w ciągu 3,61 lat w średniej odległości 2,35 j.a. Odkryta 14 października 1982 roku.